# باردیانی–سی‌اس‌اف
باردیانی–سی‌اس‌اف (ایتالیایی: Bardiani–CSF) یک تیم دوچرخه‌سواری در کشور ایتالیا است.
این تیم در سال ۱۹۸۲ تأسیس شده‌است، استفانو پیراتزی دوچرخه‌سوار تیم باردیانی–سی‌اس‌اف در مسابقات جیرو دیتالیا ۲۰۱۳ بخش کوهستان به مقام اول دست پیدا کرده‌است.